# Charanyca asiaminorica
Charanyca asiaminorica är en fjärilsart som beskrevs av Rudolf Pinker 1980. Charanyca asiaminorica ingår i släktet Charanyca och familjen nattflyn. Inga underarter finns listade i Catalogue of Life.